# Brandoniidae
De Brandoniidae zijn een familie van uitgestorven zoogdieren behorend tot de Meridiolestida. De soorten kwamen van het Laat-Krijt tot mogelijk het Vroeg-Eoceen in Zuid-Amerika en mogelijk Antarctica voor.

## Fossiele vondsten
Fossielen van soorten uit de Brandoniidae zijn met name bekend uit de Los Alamitos-formatie in Patagonië daterend uit het Laat-Krijt. Een mogelijke fossiele vondst is gedaan in de afzettingen van de La Meseta-formatie op Seymour Island uit het Eoceen. 

## Kenmerken
De Brandoniidae waren muisgrote insectivoren. Hun gebit en mogelijk ook uiterlijk is vergelijkbaar met springspitsmuizen.